# Zaborani (Nevesinje, BiH)
Zaborani su naseljeno mjesto u općini Nevesinju, Republika Srpska, BiH.

## Povijest
U rimskom vremenu ovuda je prolazila trasa puta koja je išla od doline Neretve preko Nevesinja za Biograd i Zaborane, ka Sarajevskom polju. Put je ostao u funkciji i u srednjem vijeku. Istim starim rimskim putem na Zaborane iz pravca Vrhbosne stigli su Osmanlije u nevesinjski kraj. Dvor humske velikaške obitelji Sankovića nalazio se u Zaboranima.
Poslije potpisivanja Daytonskog mirovnog sporazuma, veći dio općine Nevesinje ušao je u sastav Republike Srpske. Zaborani su se našli podijeljeni entitetskom crtom pa je dio Zaborana u Federaciji BiH, a dio u Republici Srpskoj.

## Stanovništvo

### 1991.
Nacionalni sastav stanovništva 1991. godine, bio je sljedeći:
ukupno: 28
- Srbi - 28